# Golden, Colorado
Golden är en stad (city) i Jefferson County, i delstaten Colorado, USA. Enligt United States Census Bureau har staden en folkmängd på 19 035 invånare (2011) och en landarea på 25,7 km². Golden är huvudort i Jefferson County.
Bildades 1858 under Guldrushen i Pike's Peak av guldletaren Thomas L. Golden som staden fått sitt namn efter.
Buffalo Bill är en känd person från tiden då staden bildades och begravdes på Lookout Mountain som ligger nära staden.

Colorado School of Mines bildades 1874 i staden där de forskades om Gruvdrift och ingenjörer som specialiserade på det utbildades.

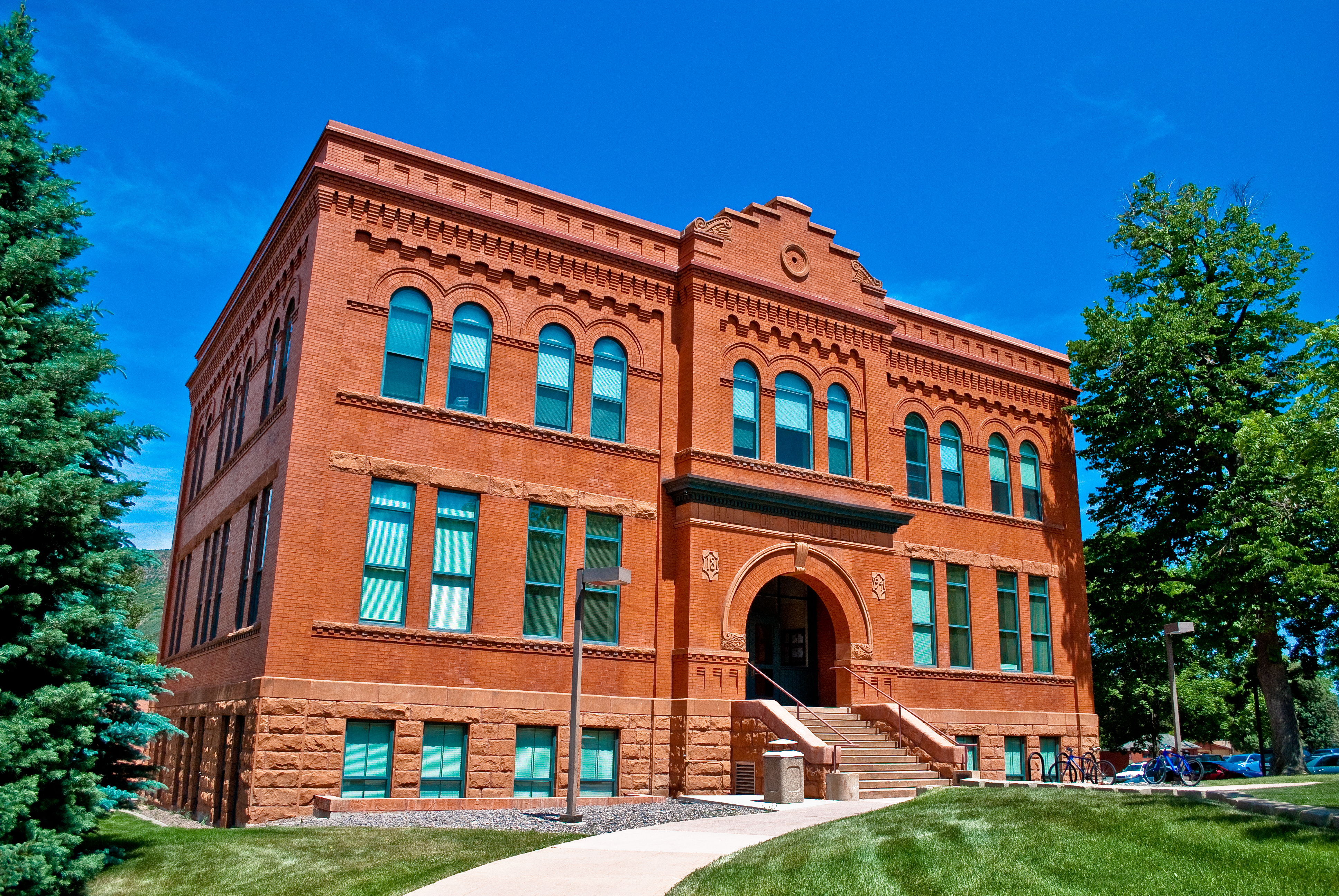
Engineering Hall, byggdes 1894 är en av få byggnader som är kvar av de ursprungliga Colorado School of Mines.